# Großes Fließ
Das Große Fließ (bis in die 1930er-Jahre Mutnitza; niedersorbisch Mutnica) ist ein knapp 25 Kilometer langer rechter Nebenfluss der Spree in Brandenburg.

## Namen
Der Name „Großes Fließ“ wird erst seit der Germanisierung der sorbischstämmigen Gewässernamen unter nationalsozialistischer Herrschaft für mehrere vorher mit anderen Namen bezeichnete Gewässerabschnitte verwendet – Malxe (niedersorbisch Małksa; bis Schmogrow), Patschowina (Patšowina), Bluschnitza (Blušnica), Schrebenza (Žrěbjeńca) und Mutnitza (Mutnica).

## Verlauf
Das Fließ entsteht nach heutiger Topographie etwa 700 Meter östlich von Fehrow durch den Zusammenfluss der Malxe und des Hammergrabens (niedersorbisch: Goramśica). Südlich an Fehrow vorbei, streift es die Nordgrenze der Gemarkung von Briesen und erreicht Schmogrow am südlichen Ortsrand. Bis zur Beseitigung der sorbischstämmigen Gewässernamen im Spreewald hieß das Gewässer bis Schmogrow Malxe und teilte sich dort in Moksche Broda (heute Nordfließ) und Patschowina (Großes Fließ). 
Hier teilt sich das Gewässer erstmals – der Hauptstrom (Patschowina) fließt weiter in Richtung Südwesten und es zweigt hier ein Umleiter in Richtung Westen zum Nordfließ (Moksche Broda) ab. Am Westrand von Schmogrow gibt es eine weitere Querverbindung zwischen dem Hauptstrom und dem Umleiter. Wenige hundert Meter weiter von dort erreicht der Fluss den in der ersten Hälfte des 20. Jahrhunderts angelegten Nordumfluter und einen Düker, der Wasser in den ursprünglichen Verlauf des Großen Fließes unter dem Nordumfluter hindurch führt.
Kurz nach dem Passieren des Dükers teilt sich der Flusslauf erneut, denn hier zweigt das Kleine Fließ (traditionell Schrebenza) rechts ab und verläuft dann parallel westlich. Ebenso in Richtung Westen unterwegs, erreicht das nun traditionell Bluschnitza genannte Große Fließ die Gemarkung Burg und durchquert diese im Norden. Dabei stoßen mehrere kleinere Gräben und Fließe zum Gewässer vor und bilden zum Teil auch Querverbindungen zum Kleinen Fließ. Südlich an der Buschmühle, wo das Kleine Fließ wieder zurück zum Großen Fließ gekommen ist und nördlich an Burg-Kauper vorbei, vereint sich der Fluss kurz vor Eiche mit dem Eichenfließ und dem Nordfließ, trennt sich wenige hundert Meter weiter aber wiederum vom Nordfließ. Ab Eiche heißt das Große Fließ traditionell Mutnitza.
Dann geht es durch den Hochwald, auf der Grenze der Gemarkung von Alt Zauche-Wußwerk und Lübben weiter in Richtung Westen, nördlich vorbei an der Polenzschänke. Wenige hundert Meter dahinter tritt von rechts das Wasser der Polenzoa und vom Hegemeisterkanal hinzu. Am Südrand vom Naturschutzgebiet Birkenwald geht es weiter auf der Gemarkungsgrenze zwischen Lübben und Lübbenau bis zur Einmündung in den Burg-Lübbener Kanal, gut drei Kilometer nordwestlich von Lübbenau.

## Ortschaften
| - Fehrow - Briesen - Schmogrow - Burg | - Lübbenau - Alt Zauche-Wußwerk - Lübben |